# Marie-Ève Lacasse
Marie-Ève Lacasse, née en 1982 à Hull dans la région de l'Outaouais au Canada, est une autrice et journaliste canadienne naturalisée française en 2013.
Ses livres sont traversés par de nombreuses thématiques allant du sentiment d’étrangeté à la critique du capitalisme en passant par la notion de territoire ou la transformation de soi. Expérimentant différents genres littéraires, ses écrits empruntent aux catégories du roman, de l’autofiction, du récit ou de l'exofiction. Ils sont publiés à la fois en France et au Canada.
Marie-Ève Lacasse est également journaliste-reporter à Libération.

## Biographie

### Enfance et études
Marie-Ève Lacasse grandit en banlieue d'Ottawa, au Canada. Elle est scolarisée au Collège Saint-Joseph de Hull (en), au Collège Jean-de-Brébeuf à Montréal et à l'Université de Montréal. Elle publie un premier recueil de nouvelles à quatorze ans, Masques, qui remporte le Prix Littéraire Le Droit. L'année suivante, elle découvre la France grâce à un concours littéraire organisé par le journal culturel Voir. Ce voyage sera déterminant et l’orientera vers ce pays où elle émigre en 2003, avec une bourse d'études. Elle obtient en 2007 un Master de Lettres Modernes à l'Université Paris VII.

### Vie littéraire
Après Masques (1997), deux romans suivent sous le pseudonyme de Clara Ness : Ainsi font-elles toutes, (2005) chez XYZ Éditeur, (Montréal), très bien accueilli, et Genèse de l'oubli (2006) qui fait l'objet d'une chronique virulente dans Le Devoir, où le journaliste demande si le « phénomène Clara Ness » n'est pas une « affaire Minou Drouet ». Très affectée, elle s'arrête d'écrire et ne publiera son prochain livre qu'onze ans plus tard.
En 2017 sort Peggy dans les phares chez Flammarion, roman qui retrace la vie de Peggy Roche, compagne discrète de Françoise Sagan. Le livre est très remarqué. Le journal Elle lui consacre un dossier de quatre pages. Transfuge, Télérama, Le Figaro Littéraire, Le Figaro Magazine, L'Express, Lire et Le Monde des Livres en font une critique louangeuse. Il reçoit également le « coup de cœur » d’Olivia de Lamberterie au Masque et la Plume sur France Inter et apparaît dans plusieurs listes de prix. Il remporte finalement le prix Spécial du jury Simone-Veil. Le livre est également bien reçu au Canada et fait l'objet de nombreux articles dans La Presse, Le Devoir, le Huffington Post et le Journal de Montréal.
Autobiographie de l'étranger, paru en mars 2020, est un récit proche de l'autofiction qui est néanmoins qualifié de roman par son éditeur. Marie-Ève Lacasse y retrace les raisons intimes de son départ en France et donne un éclairage critique sur ce qu'elle appelle l'« idéologie » canadienne. La promotion du livre est interrompue par l'épidémie, en France et dans le monde, du Covid-19, entraînant la fermeture, le 17 mars 2020, des librairies et des lieux culturels et publics. Il reçoit néanmoins un accueil critique très  favorable. Le livre se classe parmi les 5 finalistes du prix du Gouverneur général du Canada, l'une des plus hautes distinctions littéraires du pays.
Elle fait paraître en 2023 Les Manquants aux éditions du Seuil, décrit par les Inrockuptibles comme un « puissant roman noir et féministe ». Il fait partie de la première sélection du Prix de la Closerie des Lilas 2023. En avril 2025 sort La vie des gens libres chez le même éditeur, un roman de type thriller psychologique qui met en scène une femme de ménage et ses différentes employeuses. 

## Engagement universitaire
Marie-Ève Lacasse participe régulièrement à des colloques en France et à l'étranger. Elle donne également des ateliers d'écriture dans des collèges et lycée dits prioritaires et collabore à des revues scientifiques et artistiques comme Chimères , Filigranes, Zinc et Talweg.

## Publications

### Livres
- Masques (nouvelles), Hull, Vents d'Ouest Canada, 1997  (EAN 978-2-921603-54-6)
- Ainsi font-elles toutes, Montréal, XYZ, 2005  (EAN 978-2-89261-418-3)
- Genèse de l’oubli, Montréal, XYZ, 2006  (EAN 978-2-89261-454-1)
- Peggy dans les phares, Paris, Flammarion, 2017  (EAN 978-2-08-137468-3)
- Autobiographie de l'étranger, Paris, Flammarion, 2020  (EAN 978-2-08-150591-9)
- Les Manquants, Paris, Seuil, 2023  (EAN 978-2-02-152676-9)
- La vie des gens libres, Paris, Seuil, 2025  (EAN 978-2-02-158318-2)

### Articles en revues
- « La Parade Sauvage », revue Jet d’encre , Université de Sherbrooke, Québec (Canada), 2007.
- « Du rêve dans les romans de Philippe Sollers », revue Filigranes : approches psychanalytiques , Université du Québec à Montréal (CAN), 2008.
- « Le même piano… », actes de colloque, communication publiée sous le pseudonyme de Clara Ness, Figures tutélaires, direction Beïda Chikhi , Paris, PUPS-La Sorbonne, 2009.
- « La pensée diffractée », revue Talweg no 3, numéro "Mouvement" (textes de Marie Richeux, Nathalie Quintane , Montassir Sakhi), 2016.
- « Cette sauvage mélancolie propre à la chair », revue Zinc, sur le mythe de « La Corriveau », Montréal, 2017.
- « Moins grecs que nous ne le croyons. Sur internet, les libertés LGBTQI sous haute surveillance », revue Chimères no 92 , 2018.
- « “Jeunesse (naufrage de la)”. Réflexions sur Joseph Conrad et Fritz Zorn », revue Influencia no 27 , janvier 2019.
- « Syndrom Asperna: w archiwach Natalie Barney », actes de colloque, revue Konteksty (en polonais, non traduit) n°LXXIV, Université de Varsovie, 2020.
- « L'art des pauvres. Lettre à Dalie Giroux », revue Mœbius no 168-169, Montréal, hiver 2021.

### Collaborations artistiques
- Festival META, interview publique de Cécile Guilbert, Galerie Laurent Mueller, Paris, 4 avril 2015[27]

### Conférences / Colloques
- « Natalie Barney : Quels liens de mémoire avec les salonnières du passé ? », Librairie Violette & Co, 12 novembre 2017[28]
- « Aspern’s syndrome: in the archives of Natalie Barney », communication au colloque "The Inquiry with the Archives. Archives and Artistic Practices", Institute of Polish Culture, University of Warsaw/EHESS/CRAL, 11-13 décembre 2017
- « Louange du lieu. Conférence sur « La déterritorialisation des lieux de l'écriture », Université de Toronto, département de français, 7 mars 2018
- « Canada : Enquête sur un féminicide. Observations sur l’Enquête sur les femmes autochtones disparues et assassinées », Librairie Violette & Co, 2 avril 2018[29]
- « Effacement, censure, auto-censure, éparpillement : les archives saisies par leurs manques », communication dans le cadre du séminaire « L’archive du genre, le genre des archives » sur Alix Cléo Roubaud, projet COMUE UPL « Genre et transmission: pour une autre archéologie du genre » (dir. Judith Revel, Université Paris Nanterre/Sophiapol, et Anne E. Berger, université Paris 8/LEGS), 14 avril 2018

## Bourses et résidences
Elle obtient en 2018 une bourse Mission Stendhal Hors les Murs de l’Institut français avec laquelle elle peut séjourner à Ottawa pour la première fois vingt ans après son départ. Cette résidence donnera naissance à Autobiographie de l’étranger,. En 2019-2020, elle est autrice résidente au lycée Bergson, à Paris, avec la Bourse des écrivains en Ile-de-France accordée par le Conseil régional d'Île-de-France. Elle est également résidente de la fondation Jan Michalski en Suisse (promotion 2020, résidence à l'été 2021). Elle obtient aussi en 2022 une bourse Brouillon d'un rêve de la SCAM dans la catégorie création sonore.

## Journalisme
Marie-Ève Lacasse est journaliste-reporter à Libération. Elle écrit sur l'alimentation d'un point de vue politique et sociologique, ainsi que sur divers sujets de société.   

## Distinctions
- 1998 : Prix Littéraire Le Droit pour Masques
- 2017 : Prix Spécial du jury Simone-Veil[13] pour Peggy dans les phares
- 2021 : En lice pour le Prix du Gouverneur Général pour Autobiographie de l'étranger[35] et pour le Prix Ringuet[36] de l'Académie des Lettres du Québec.

Marie-Ève Lacasse a été membre du jury du Prix Françoise Sagan en 2018. Elle est membre de la Société des Gens de Lettres.